# كفر الشوبك
كفر الشُّوبَك إحدى قرى مركز شبين القناطر التابع لمحافظة القليوبية بجمهورية مصر العربية.

## السكان
بلغ عدد سكان كفر الشوبك 10,996 نسمة، حسب الإحصاء الرسمي لعام 2006.